# Happy Science
Happy Science (Ciència de la felicitat) (en japonès: 幸福の科学 (Kōfuku-no-Kagaku), abans coneguda com l'Institut de Recerca de la Felicitat Humana, és un nou moviment religiós i espiritual controvertit que s'ha caracteritzat com un culte.
El grup Happy Science inclou una divisió de publicacions anomenada IRH Press, escoles com Happy Science Academy i Happy Science University, un partit polític anomenat Partit de la Realització de la Felicitat (幸福実現党, Kōfuku Jitsugen-tō, abreviat com a Kōfuku (幸福)) i tres divisions d'entreteniment als mitjans de comunicació, que s'anomenen New Star Production, ARI Production i HS Picture Studio.
El grup va ser fundat al Japó el 6 d'octubre de 1986 per l'antic operador de Wall Street Ryūhō Ōkawa (大川 隆法) (1956-2023) els seguidors del qual el consideren l'encarnació d'un ésser suprem de Venus.

## Història
El 15 de juliol de 1986, Ryūhō Ōkawa va renunciar al seu càrrec a TOMEN Corporation (トーメン), (ara Toyota Tsusho) per fundar la seva pròpia organització el 6 d'octubre, que va batejar amb el nom de Happy Science (Ciència de la felicitat); el govern japonès no la va certificar com a organització religiosa fins al 7 de març de 1991.
Segons Ryūhō Ōkawa, el seu objectiu és «aportar la felicitat a la humanitat difonent la Veritat». Abans de la seva fundació, Ryūhō Ōkawa havia publicat diversos llibres de «missatges espirituals» que pretenen canalitzar les paraules pronunciades per personatges religiosos i històrics com Jesucrist, Confuci i Nichiren. El 1987, va imprimir Les lleis del Sol, Les lleis daurades i les Lleis de l'eternitat, formant els llibres de text bàsics de Happy Science, juntament amb el seu sutra fonamental El Dharma de la ment correcta.

## Ensenyaments
Els ensenyaments bàsics de Happy Science són Exploració de la ment correcta, El camí quàdruple i la creença de la deïtat El Cantare. Segons Ōkawa, per obtenir la felicitat s'han de practicar els «Principis de la Felicitat» coneguts com «El Camí Quadruple»: amor que es dona, saviesa, auto-reflexió i progrés. L'únic requisit per unir-se a Happy Science és que els sol·licitants han de tenir «l'aspiració i la disciplina per buscar la veritat i contribuir activament a la realització de l'amor, la pau i la felicitat a la Terra». Entre altres ensenyaments, creuen en l'existència de la reencarnació, els àngels, els dimonis, el cel i l'infern i els extraterrestres. Els membres de Happy Science assisteixen a cursos de formació (研修会, kenshūkai) i «seminaris de qualificació» (資格セミナー, shikaku seminā) per tal d'augmentar el seu nivell dins la jerarquia del grup.

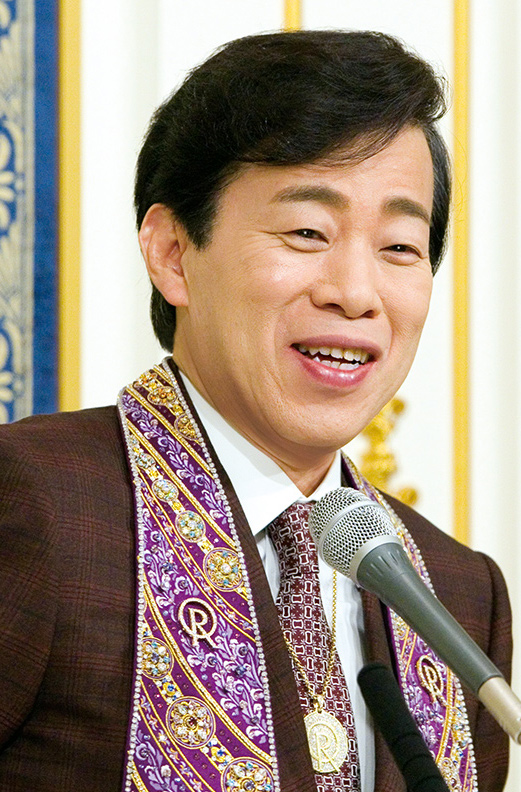
Ryūhō Ōkawa, 15 de febrer de 2015
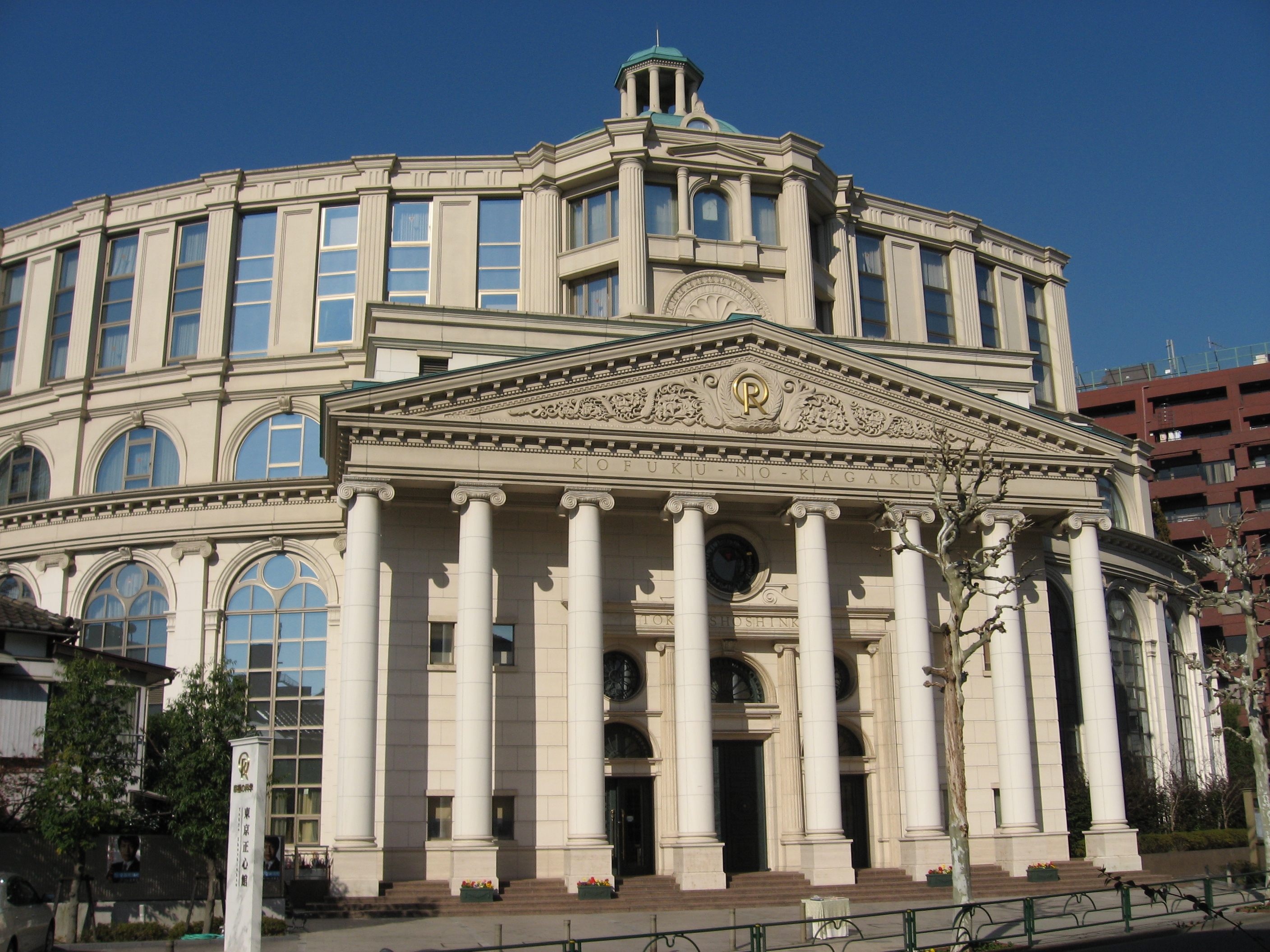
Shoshinkan de Tòquio, a Sengakuji

Al mateix temps, l'ala política de l'organització, el Partit per a la Realització de la Felicitat, promou punts de vista polítics alineats a l'extrema dreta que inclouen el suport a l'expansió militar japonesa, el suport a l'ús de la dissuasió nuclear i la negació d'esdeveniments històrics com la massacre de Nanquín a la Xina i l'assumpte de les dones de conhort a Corea del Sud durant la Segona Guerra Mundial (vegeu la versió en japonès del butlletí de notícies en línia de l'organització, The Liberty). Altres punts de vista inclouen la despesa en infraestructures, la prevenció de desastres naturals, el desenvolupament urbà i la construcció de preses. També defensen el conservadorisme fiscal, l'enfortiment de l'aliança Estats Units d'Amèrica-Japó i un lideratge basat en virtuts. A la primavera de 2018, el Partit per a la Realització de la Felicitat comptava amb 21 regidors locals.

### Objecte de culte
Happy Science adora una deïtat anomenada El Cantare que creuen que és el «Déu més alt de la Terra, el Senyor de tots els déus». Creuen que l'ésser va néixer a la Terra fa 330 milions d'anys i que és la mateixa entitat que ha estat adorada en diferents moments com Elohim, Odin, Thoth, Ophealis (Osiris), Hermes i el Buda Śakyamuni, amb el mateix Ōkawa com a encarnació actual. El moviment accepta tant el monoteisme com el politeisme. Expliquen que hi ha una jerarquia al món espiritual i creuen en l'existència de molts déus, tathāgates, bodhisattves, i altres esperits superiors

## Instal·lacions
La seu general es troba al Japó, i les instal·lacions de culte i els llocs missioners es troben al Japó i altres països. Les instal·lacions de culte s'anomenen «Shoja» (精舎 o «vihara» en sànscrit) o Shoshinkan (正心館). El 1994, es va establir a Nova York la primera sucursal a l'estranger, Happiness Science USA.

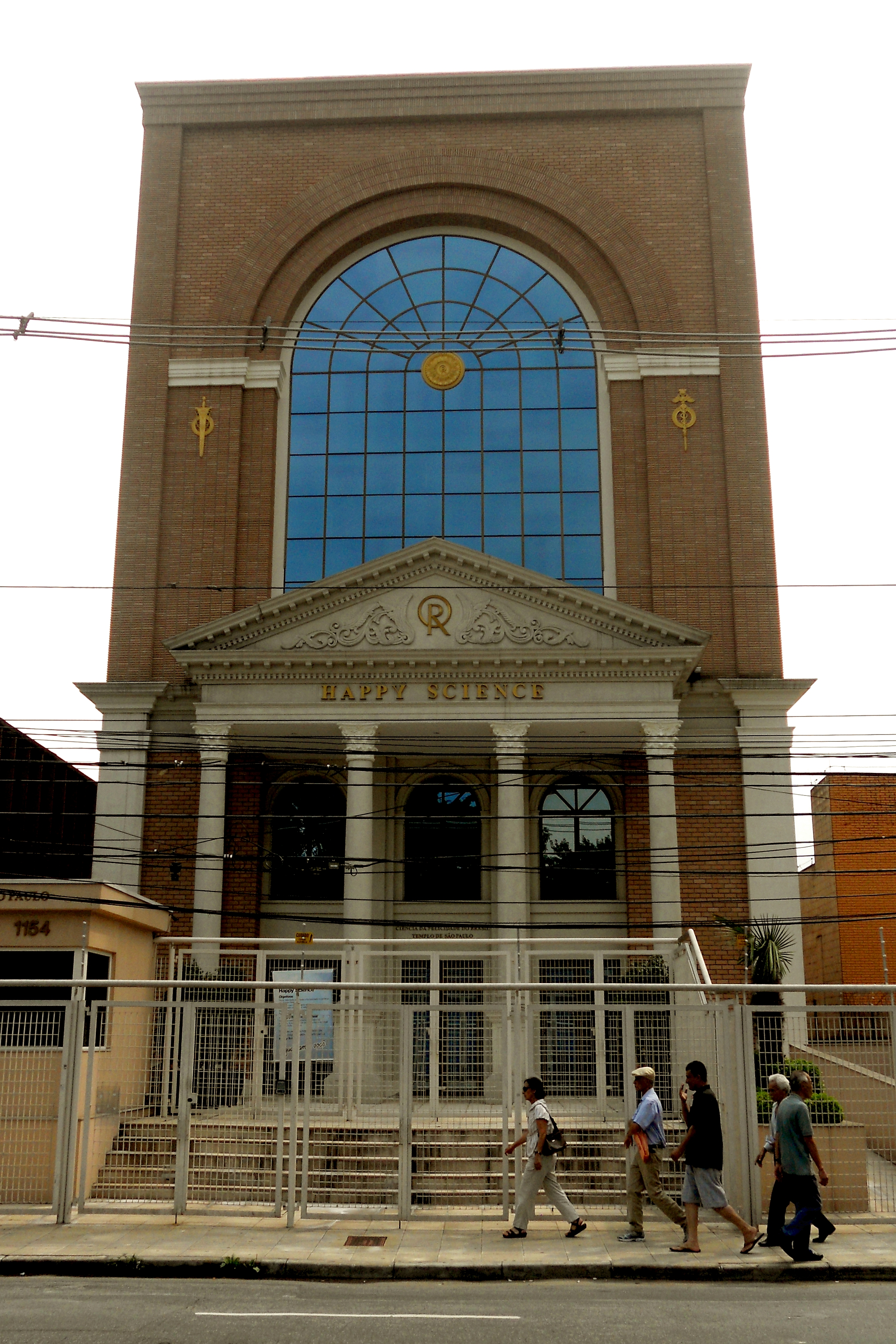
Shoshinkan del Brasil
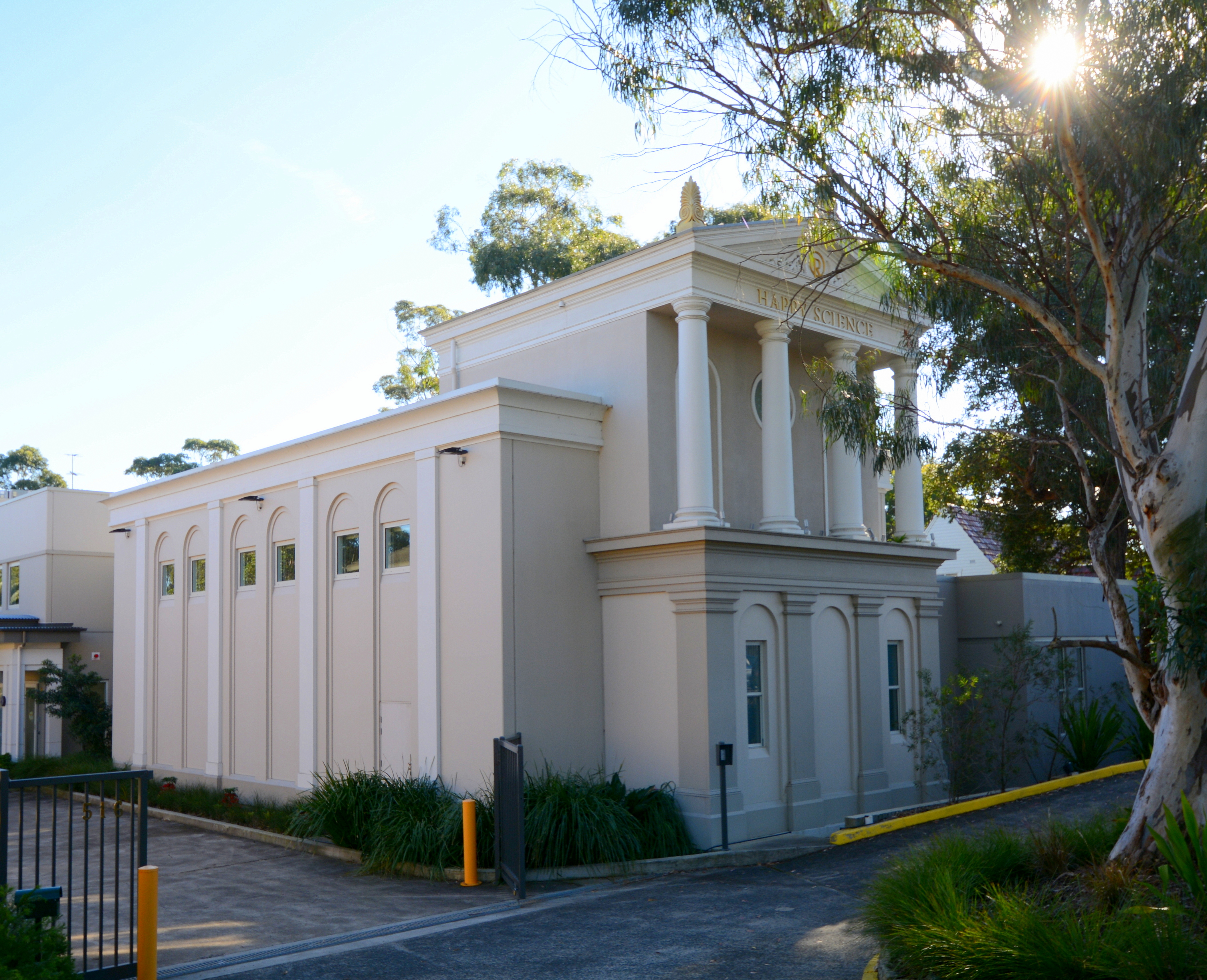
Shoshinkan d'Austràlia
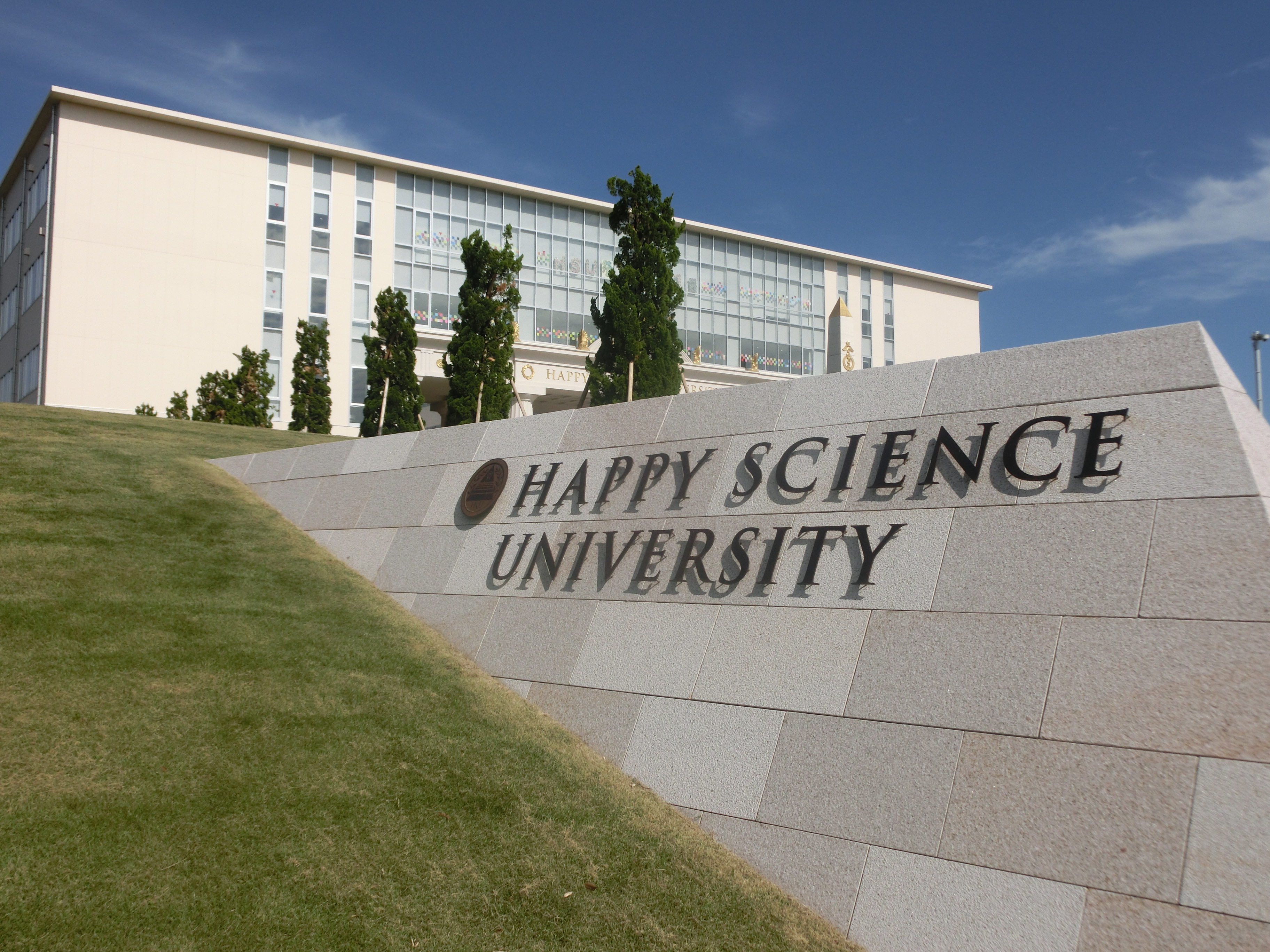
Universitat Happy Science

L'organització té sucursals a diversos països com Corea del Sud, Brasil, Uganda, Regne Unit, Austràlia, Índia i Singapur. A més dels llocs de culte, Happy Science també gestiona dos internats a Nasu i Ōtsu (Japó).

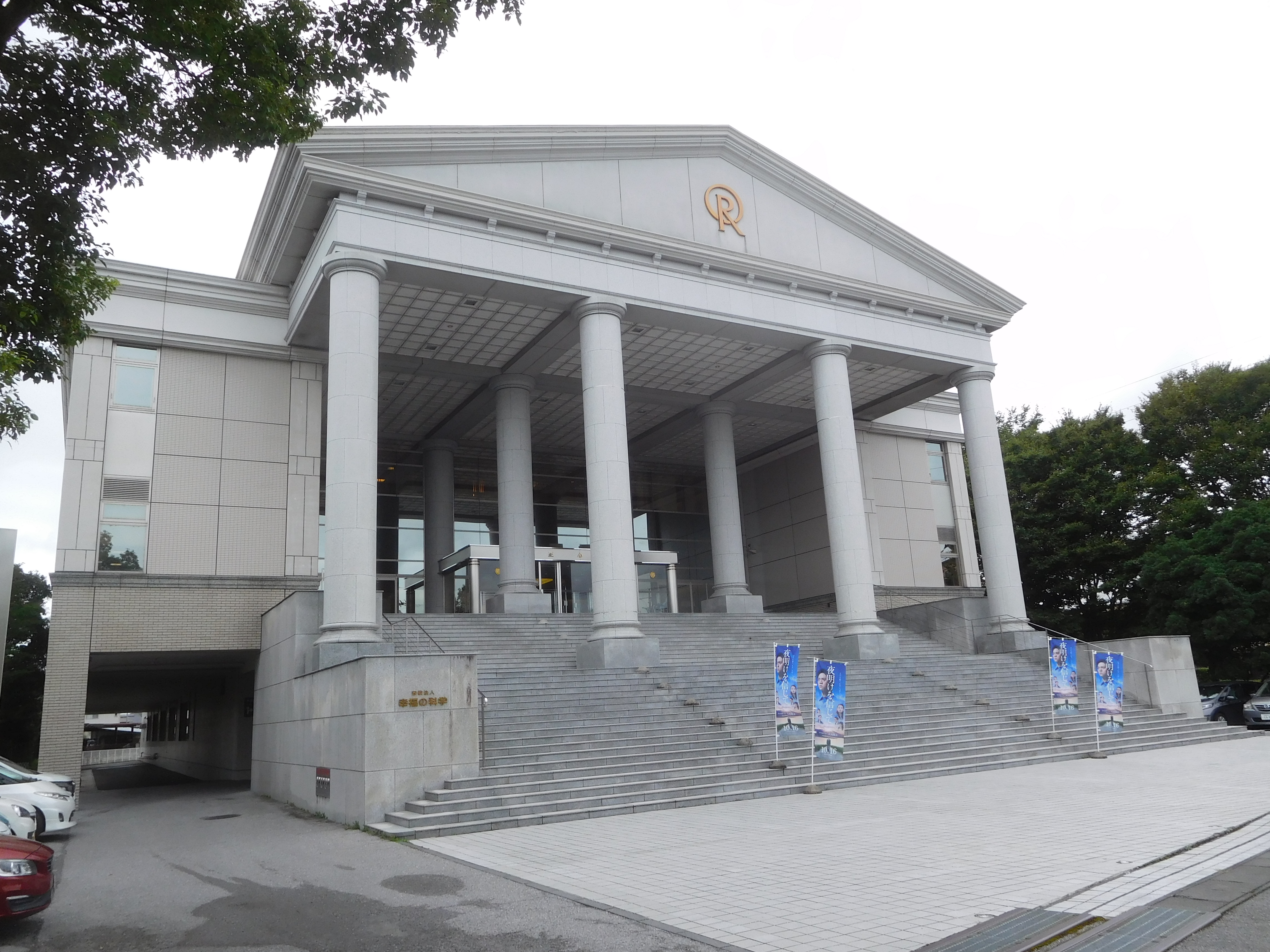
Shoshinkan de Sohonzan
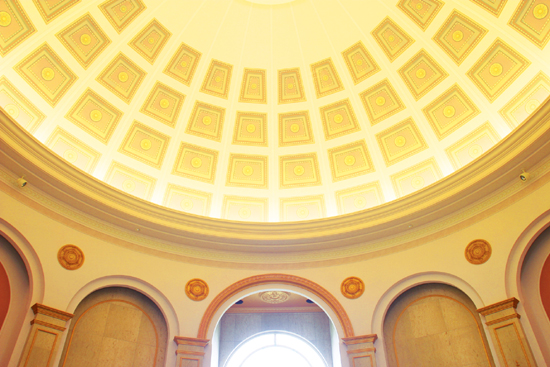
Sostre del Shoshinkan de Chiva
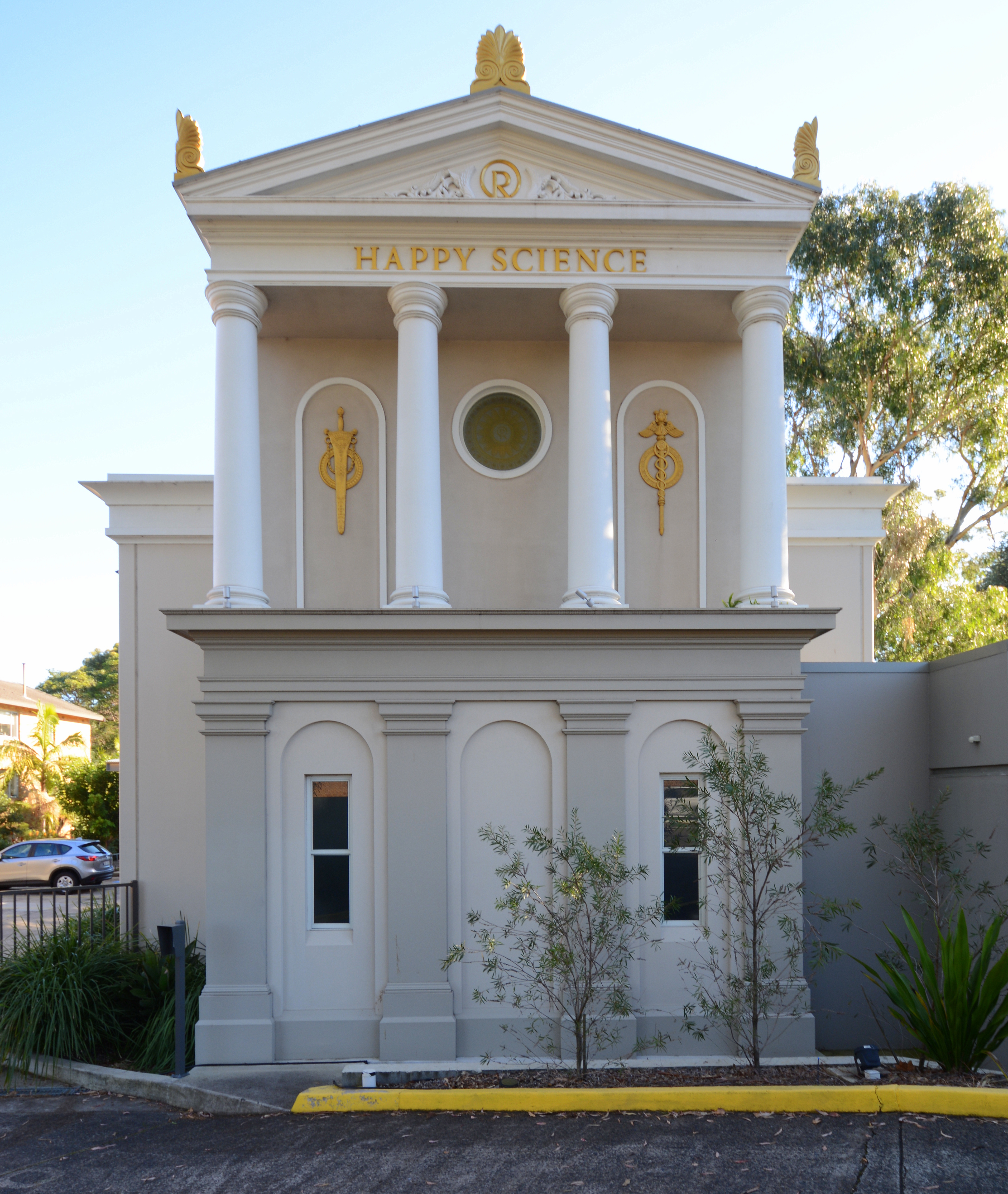
Local de la sucursal a Sydney

## Controvèrsia
Happy Science és una de les moltes noves religions japoneses (shinshūkyō, 新宗教), que la premsa i el públic consideren «controvertides». Segons The Japan Times, «per a molts, els Happies fan una olor sospitosa semblant a un culte». No només la premsa nacional japonesa, sinó també els mitjans internacionals han aplicat el terme «culte» a Happy Science.
Durant la dècada del 1990 el grup va tenir una amarga rivalitat amb el culte del dia del judici final Aum Shinrikyo que va culminar amb un intent d'assassinat fallit contra Ōkawa utilitzant l'agent nerviós VX injectat a l'aire condicionat del seu cotxe. Va ser un dels molts atacs de VX dels membres d'Aum que van conduir a l'atac amb gas sarín al metro de Tòquio de 1995 que va matar 14 persones i va ferir més de 5.000 persones.
Happy Science també ha publicat vídeos promocionals que afirmen, sense proves, que Corea del Nord i la República Popular de la Xina estan planejant la destrucció nuclear del Japó. El grup ha venut «vacunes espirituals», afirmant falsament que prevenen i curen la COVID-19, ha anunciat benediccions relacionades amb el virus amb tarifes des de 100 a més de 400 dòlars i ha venut DVD i CD de conferències d'Ōkawa amb temes de coronavirus, que fan falses afirmacions de suposadament augmentar la immunitat. Després de desafiar inicialment les mesures de distanciament físic, més tard va tancar el seu temple de Nova York, anunciant que havia administrat les seves «vacunes espirituals» a distància.
Al febrer de 2017, l'actriu Fumika Shimizu es va retirar bruscament de la seva antiga agència de producció d'entreteniment enmig de múltiples projectes de rodatge per a dedicar a temps complet a Happy Science, declarant que havia estat membre del grup des de la infància, sota la influència dels seus pares, tots dos creient durant molt de temps en Happy Science. A través de Happy Science, va anunciar un retorn a actuar amb el seu nou nom religiós Yoshiko Sengen (千眼 美子) amb la companyia de producció ARI de Happy Science.
El fill d'Ōkawa i potencial successor, Hiroshi Ōkawa, va abandonar el moviment i ara és un dels seus crítics oberts. En un article a The New York Times, va comentar: «Crec que el que fa el meu pare és una ximpleria total». El seu pare ha denunciat Hiroshi com a «demoníac» i posseït pels diables, i el grup l'ha demandat per difamació. En una entrevista de 2022 a The World, Hiroshi va descriure Happy Science com un «culte». Sobre les sessions de canalització espiritual de Ryūhō Ōkawa, Hiroshi va dir «És només una actuació». Hiroshi també va estimar que el nombre de membres de Happy Science era d'uns 13.000.
El 10 de febrer de 2022, el cinquè capítol de l'antologia del manga Kami-sama no Iru Ie de Sodachimashita ~Shūkyō 2-Sei na Watashi-tachi~ (Una vida familiar amb Déu ~Nosaltres, els nens nascuts dins d'una religió~) escrit per Mariko Kikuchi com a crítica a Happy Science i altres organitzacions religioses marginals va ser eliminada per l'editorial Shūeisha després de la reacció de Happy Science. Els altres capítols es van eliminar el 17 de març de 2022. Més tard, aquest fet va ser informat per la revista Weekly Flash a l'abril.